# Iwan Łeń
Iwan Anatolijowycz Łeń, ukr. Іван Анатолійович Лень (ur. 25 lipca 1982) – ukraiński piłkarz, grający na pozycji obrońcy.

## Kariera piłkarska

### Kariera klubowa
W 2001 rozpoczął karierę piłkarską w amatorskiej drużynie Sokił Brzeżany. Potem przeszedł do Rawy Rawa Ruska. Na początku 2006 został piłkarzem Obołoni Kijów, w składzie której 19 lipca 2009 roku zadebiutował w Ukraińskiej Premier-Lidze w meczu z Metalistem Charków (0:2). Latem 2010 przeszedł do Zakarpattia Użhorod. Po zakończeniu sezonu 2010/11 opuścił zakarpacki klub.

## Sukcesy i odznaczenia

### Sukcesy klubowe
- wicemistrz Pierwszej Lihi Ukrainy: 2009
- brązowy medalista Pierwszej Lihi Ukrainy: 2006, 2007, 2008